# 鲁道夫·科尔劳施

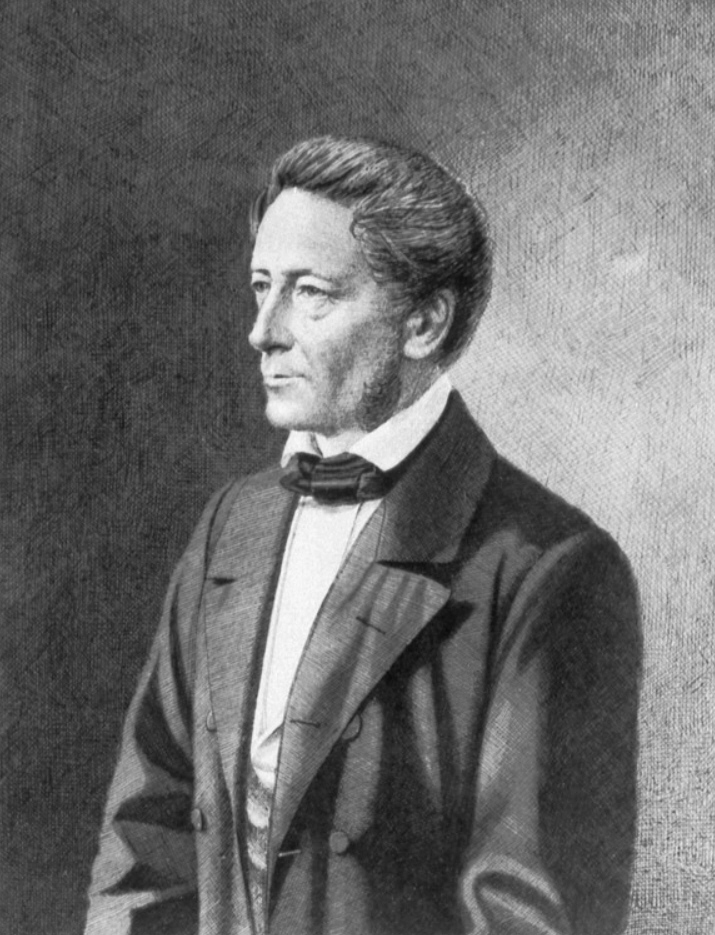
鲁道夫·科尔劳施(1809-1858)

鲁道夫·赫尔曼·阿恩特·科尔劳施(Rudolf Hermann Arndt Kohlrausch)(1809年11月6日(哥廷根) - 1858年3月8日(埃尔朗根))德国物理学家。

## 生平简历
鲁道夫·科尔劳施是哥廷根当地人，也是教育家海因里希·弗里德里希·西奥多·科尔劳施之子。他陆续在吕讷堡、林特尔恩、卡塞尔和马尔堡 (德国)担任数学和物理教师，同时他也是马尔堡大学和埃尔朗根-纽伦堡大学的教授。

## 学术研究
鲁道夫·科尔劳施于1854年引入了介电弛豫，同时应用展宽弛豫指数函数来解释莱顿瓶放电的弛豫效应。他和威廉·韦伯(1804–1891)于1856年一起确定了电量的静电学单位(静电单位)与电动力学(电磁学)单位(电磁单位(电动单位))的比值，得到的数值与当时已知的真空中的光速数值相接近。这一发现引发了麦克斯韦的猜想光是一种电磁波。同时，于1856年鲁道夫·科尔劳施和威廉·韦伯在一篇共同编写的论文中，第一次使用字母"c"表示光速。

## 家族
他是物理学家弗里德里希·威廉·乔治·科尔劳施之父。